# Karl Hoffmann (natuuronderzoeker)
Karl Hoffmann (Stettin in - toenmalig - Pruisen, 7 december 1823 – Puntarenas in Costa Rica, 11 mei 1859) was een Duitse arts en natuuronderzoeker.
Hoffmann studeerde aan de Humboldtuniversiteit te Berlijn. In 1853 reisde hij naar Costa Rica om zoölogische specimina te verzamelen. In 1856, tijdens de inval van de huurlingen van William Walker, diende hij als legerarts in de Costa Ricaanse krijgsmacht. In 1859 stierf Hoffmann in Puntarenas aan tyfus.

## Nalatenschap
De volgende diersoorten zijn als eerbetoon naar hem vernoemd:
- Hoffmannluiaard (Choloepus hoffmanni)
- Hoffmanns specht (Melanerpes hoffmannii)
- Hoffmanns parkiet (Pyrrhura hoffmanni)
- Costaricaanse blauwbuikamazilia (Saucerottia hoffmanni)

- Bibliothèque nationale de France: cb16273259q (data)
- Gemeinsame Normdatei: 137409125
- International Standard Name Identifier: 0000 0000 5556 9123
- Library of Congress Control Number: no2007106107
- Système universitaire de documentation: 155749358
- Virtual International Authority File: 34244190
- WorldCat: E39PBJdMfg7mxrBgC4TdgyYgKd